# Ушші
Ушші (Ушіашу) (XVII ст. до н. е.) — вождь каситів. За іншим варіантом дефишрування імені звався Душші.

## Життєпис
Стосовно його батька існують дискусії: згідно Вавилонського царського списку А — це вождь каситів Каштіліаш I, а відповідно до Синхронічного списку царів — Каштіліаш II. Відповідно неможливо точно вирахувати період панування цього володаря каситів. Можливо воно було нетривалим. В будь-якому разі його змінив брат Абіратташ.